# Mydaea longuseta
Mydaea longuseta este o specie de muște din genul Mydaea, familia Muscidae. A fost descrisă pentru prima dată de Wulp în anul 1896. Conform Catalogue of Life specia Mydaea longuseta nu are subspecii cunoscute.